# Castillo de Sedella
El castillo de Sedella, también llamado castillo de la Villa, fue una fortificación situada en el casco urbano de la localidad malagueña de Sedella, España. Sus restos cuentan con la protección de la Declaración genérica del Decreto de 22 de abril de 1949, y la Ley 16/1985 sobre el Patrimonio Histórico Español.

## Descripción
Se trata de un castillo (Hisn) de planta irregular adaptado al terreno. Una pequeña fortaleza de pequeñas dimensiones, comparada con Comares, aunque topográficamente no se identifica. 
Los elementos existentes en este lugar demuestran una gran pervivencia de esta fortaleza. Sus muros han sido reforzados en distintas ocasiones, como indican los adosamientos tanto internos como externos. Los fragmentos de cerámica encontrados tanto en la pequeña meseta como en sus laderas corresponden al último período de dominación musulmana. La fortaleza se ha venido datando entre los siglos X y XV. 
En el extremo occidental de la fortaleza se conservan algunos paños de los muros. El más visible, desde el sur, está realizado en tapial de gran grosor, mientras que, en el lado oeste, los muros forman ángulo recto. El lado norte es el mejor conservado, siendo de mayores dimensiones, e incluso adosados. En ese sentido, estaría situada la puerta principal. La mitad oriental de la fortaleza es la que más alteraciones ha sufrido, por acciones motivadas por el hombre y por las inclemencias del tiempo. Los elementos arquitectónicos aparecen desnudos, ni siquiera las primeras hiladas del recinto. En el interior no se aprecian restos de las dependencias, ni cisterna alguna. Tampoco se conservan los elementos de acceso a ella. No posee elementos añadidos, aunque se podría componer la planta.

## Historia
Ibn Hayyan es el primero en nombrarlo hacia el año 927 en al-Muqtabis. Se desconocen referencias de otros autores árabes. Bernáldez recoge a este castillo con el topónimo Sedala, como un lugar perteneciente a la Axarquía. En su relación de las fortalezas del Reino de Granada, Gaspar Ramiro la citó como Xedha. Aunque las primeras noticias históricas vinculaban esta fortaleza con Comares, con posterioridad se asoció a Bentomiz.